# 天暦 (暦法)
天暦（てんれき）は、中国の太平天国で使用された太陽暦の暦法。1852年から太平天国が滅亡した1864年まで使用された。

## 特徴
1年を12か月366日とし、奇数月を31日、偶数月を30日とした。これにより閏月を廃止し、月の満ち欠けのサイクル（朔望月）と関係のない太陽暦の暦法とした。また西洋の暦法から曜日が導入された。
二十四節気の節気を月始とし、中気を月中旬に置いている。

## 修正
天暦は1年を366日とするため、太陽年に対して1年で18時間あまりずれていく。このため1859年、洪仁玕は天暦を修正した「太平新暦」を発表し、40年に1度毎月が28日になる年を設け、40年平均で毎年を365.25日となるように調整した。しかし、この「毎月が28日になる年」が来る前に太平天国は滅亡してしまった。